# Paolo Caccia Dominioni
Paolo Caccia Dominioni di Sillavengo (Nerviano, 14 maggio 1896 – Roma, 12 agosto 1992) è stato un militare, partigiano, ingegnere e scrittore italiano.

## Biografia
Di nobile famiglia lombarda, visse la sua adolescenza al seguito del padre (Carlo, 17º conte e 12º signore di Sillavengo 1869-1936) diplomatico in Francia, in Austria-Ungheria, in Tunisia e in Egitto; tornato in Italia nel 1913, si iscrisse al Regio Istituto Tecnico Superiore (futuro Politecnico di Milano) frequentando il primo anno della facoltà di Ingegneria.

### Nella prima guerra mondiale
Trasferitosi a Palermo, dov'era l'università più vicina alla sede del padre a Tunisi, all'entrata in guerra dell'Italia nella prima guerra mondiale si arruolò immediatamente volontario nel Regio Esercito.
Dopo un primo periodo, come soldato semplice in forza al 10º bersaglieri nella sede di Palermo, frequentò il corso ufficiali a Torino dal novembre 1915 al marzo 1916.
Venne quindi assegnato al Genio Pontieri, dove, divenuto tenente, nel maggio del 1917 si guadagnò una medaglia di bronzo al valore militare, per il forzamento dell'Isonzo nei pressi di Canale d'Isonzo durante il quale riportò una ferita non grave.
Dietro sua richiesta venne trasferito a una sezione lanciafiamme, di cui disegnò lo stemma di specialità, operante in prima linea sul Carso nell'agosto 1917, dove riportò una seconda ferita alla mano.
Dopo la ritirata di Caporetto dell'ottobre-novembre 1917, Caccia Dominioni fu trasferito in seconda linea nella valle del Brenta dove fu raggiunto dalla notizia della morte in combattimento del fratello Francesco Nicolò detto Cino, sottotenente del 5º alpini, il 29 gennaio 1918.
Trasferito in Libia a motivo del lutto nell'aprile 1918, venne adibito a servizi di guarnigione nei dintorni di Tripoli, dove lo sorprese l'annuncio della Vittoria (4 novembre 1918).
Ammalatosi di influenza spagnola, ebbe il rimpatrio nel maggio 1919 e fu congedato l'anno seguente.

### Tra le due guerre
Terminati gli studi, dopo un iniziale avvicinamento al fascismo, se ne distaccò trasferendosi in Egitto nel 1924, dove avviò la propria attività professionale aprendo uno studio al Cairo, progettando importanti edifici in tutto il Medio Oriente tra cui l'edificio RAS a Beirut in Libano.
Richiamato una prima volta nel 1931, prese parte a una spedizione (di carattere esplorativo, fino a Tummo) operante nell'estremo sud del deserto libico, il che gli valse il grado di capitano.

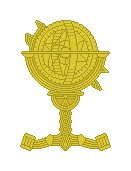
L'astrolabio disegnato da Caccia Dominioni per l'amico Peniakoff, che poi diventerà il simbolo del suo reparto.

Insieme ad altri europei che vivevano in Egitto, nel 1933 organizzò un raid di circa 780 km verso l'oasi di Siwa. Partiti il 14 maggio, "dodici amici, in questo maggio già torrido, su quattro Ford attrezzate per la sabbia" con l'obbiettivo di "compiere il viaggio in cinquanta ore, comprese le soste di riposo", i sette uomini e cinque donne passeranno per i luoghi dove nel 1942 arriverà la seconda guerra mondiale: Marsa Matruh, el Daba, Fuka ed El Alamein. Tra questi, altri futuri protagonisti della guerra che militarono sui fronti opposti, come Debeney e Vladimir Peniakoff, che militerà nelle file del Long Range Desert Group britannico e fonderà una sua unità speciale nota come Popski's Private Army incrociando la strada di Dominioni durante un'incursione a Derna il 6 agosto 1942.
Richiamato ancora in servizio per la guerra d'Etiopia nel 1935, venne dapprima impiegato in una missione di intelligence in Sudan, poi in una pattuglia esplorante aggregata alla Colonna Starace nella marcia su Gondar, partecipazione che gli fruttò la Croce di Guerra al Valor militare.

### Nella seconda guerra mondiale
Agli inizi del 1940, mentre stava dirigendo i lavori per la costruzione dell'Ambasciata d'Italia ad Ankara, venne richiamato in servizio per la quarta volta e assegnato per quattro mesi allo Stato Maggiore di Umberto II attestato alla frontiera francese.
Gli venne infine consentito di terminare i lavori in Turchia fino all'agosto di quell'anno finché il richiamo definitivo alle armi avvenne nel gennaio 1941; destinazione d'impiego il Servizio Informazioni Militare. Insoddisfatto di questa collocazione di retrovia, ottenne di essere assegnato alla neocostituita specialità del Genio guastatori alpino; destinato in un primo momento in Russia, nel luglio 1942 gli fu affidato il comando del 31º Battaglione Guastatori d'Africa del Genio, impiegato durante tutta la campagna del Nord Africa.
Durante l'offensiva della prima battaglia di El Alamein, alla quale partecipò con una compagnia esplorante dei suoi guastatori aggregata al XX Corpo d'Armata, Caccia Dominioni venne decorato dal generale Erwin Rommel con la Croce di Ferro di 2ª classe tedesca, seguita da un encomio solenne. A causa della distruzione del reparto gemello del 31º, il 32º Battaglione Guastatori d'Africa, i sedici superstiti vennero aggregati al 31º come ottava compagnia e ne seguiranno le vicende agli ordini di Dominioni.
Partecipò poi anche alla seconda battaglia di El Alamein nel novembre 1942, con il suo 31º che era stato assegnato di rinforzo alla 185ª Divisione paracadutisti "Folgore" nello schieramento del XXI Corpo d'Armata, riuscendo a sfuggire all'accerchiamento; nello sganciamento il battaglione era stato reso parte di un reggimento di formazione insieme al 24º battaglione artieri e alla 15ª compagnia artieri d'arresto, con Dominioni comandante per anzianità di grado; iniziata la ritirata il 3 novembre con ordine di deviare verso l'interno per non ostacolare i movimenti sulla litoranea, Dominioni si organizza su un suo itinerario; dopo aver perso contatto con gli altri reparti il 31° alle 14 del 5 novembre si trova a Khor el Bayat di fronte un blocco britannico formato da tre carri armati e da dietro un gruppo di quattordici autoblinde; gettandosi in una depressione a sud con quelli che credeva tutti i suoi autocarri, riuscirà a forzare il blocco con metà del battaglione e altri sei veicoli che si erano accodati; raggiunta la litoranea, riporta i suoi duecentocinquanta uomini verso Marsa Matruh per contribuire a un'azione di blocco contro l'8ª Armata britannica
Il suo battaglione fu l'unico reparto organico superstite del X Corpo d'armata italiano; per tale risultato il maggiore Paolo Caccia Dominioni di Sillavengo venne decorato della Medaglia d'argento al valor militare. Nel suo libro "Alamein 1933-1962" si trova una ricostruzione molto accurata della battaglia ed in effetti anche del periodo antecedente, dalla conquista di Tobruk fino all'arrivo delle truppe italo-tedesche in territorio egiziano. Questa ricostruzione si basa su mappe originali di Rommel, su diari di vari militari impegnati sui due lati del fronte e su incontri avvenuti tra l'autore e altri partecipanti.
Dopo un periodo di convalescenza, nel maggio 1943 si fece promotore della ricostituzione del Battaglione Genio guastatori alpini ad Asiago, e ne assunse il comando fino all'8 settembre 1943.
Sfuggito alla cattura tedesca a Bologna, si diede presto alla macchia entrando nel gennaio 1944 a far parte della 106ª brigata partigiana Garibaldi Sap Venanzio Buzzi; con il distaccamento di Nerviano eseguì in Lombardia varie azioni di comando, trasporto documenti segreti, sottrazione di armi alla Fiocchi Munizioni di Lecco sotto il falso nome di Francesco Nicolò Silva, suo omonimo antenato.
Nella Resistenza, dopo varie vicissitudini (nel luglio 1944 arrestato dalla G.N.R., subì percosse, rilasciato dai tedeschi, fu latitante, riarrestato a inizio 1945 fu scarcerato per un cavillo il 15 febbraio 1945) arrivò alla carica di Capo di Stato Maggiore del Corpo lombardo Volontari della Libertà a fine marzo 1945. Per la partecipazione alla lotta partigiana ebbe la Medaglia di bronzo al valor militare.

### Nel dopoguerra
Dopo la fine della guerra riprese ben presto la sua attività nello studio di ingegneria del Cairo, e nel 1948 venne incaricato dal governo italiano di redigere una relazione sullo stato del cimitero di guerra italiano di Quota 33 a El Alamein, a cui seguì presto l'incarico di risistemazione.
Ebbe inizio così una missione di recupero che durò circa quattordici anni, spesi in gran parte nel deserto, alla ricerca delle salme dei caduti di ogni nazione, culminante con la costruzione del sacrario italiano da lui progettato.
Conosciuta nel 1953 la moglie Elena Sciolette, Paolo Caccia Dominioni tornò in Italia nel 1958, lasciando le redini della missione a Renato Chiodini pur continuando la supervisione del sacrario di Quota 33 con frequenti visite in Egitto.
Dal 1962 in poi, anche in seguito alla pubblicazione del libro Alamein 1933-1962 che vinse il Premio Bancarella, Paolo Caccia Dominioni svolse un'intensa attività progettistica di sacrari (tra i quali l'Ossario Nazionale Italiano) e cappelle commemorative dei caduti italiani della seconda guerra mondiale, unita a una fertile attività letteraria e illustrativa attorno alle proprie vaste esperienze belliche, che gli fruttò diversi premi e riconoscimenti (tra i quali il Cuor d'Oro nel 1963 e il San Valentino d'oro della Città di Terni nel 1985).
È da segnalare che Paolo Caccia Dominioni, che parlava correntemente tedesco, francese, inglese, arabo, continuò la sua attività di progettista e scrittore anche in tarda età fino alla morte, sopraggiunta all'ospedale militare del Celio all'età di 96 anni nel 1992.

## Vita privata
Così scrisse di sé stesso:
«Paolo Caccia Dominioni, conte e barone, 14º Signore di Sillavengo, è nato a Nerviano, in provincia di Milano, il 14 maggio 1896, figlio di Carlo, Regio Ministro Plenipotenziario, e di Bianca, dei Marchesi Cusani Confalonieri, entrambi milanesi di Milano.»
Conosciuta a El Alamein, sposò Elena Sciolette (Torino 1931 - Milano 2003) all'età di sessantadue anni nel 1958 ed ebbe due figlie, Bianca (1958) e Anna (1963) abitando nelle sue residenze di Savogna d'Isonzo, Leuca e Nerviano.

## Dopo la morte
Nel 2002, in occasione del 60º anniversario della battaglia di El Alamein, il Presidente della Repubblica ha concesso al tenente colonnello Paolo Caccia Dominioni di Sillavengo la Medaglia d'Oro al Merito dell'Esercito "alla memoria".
Un cinegiornale propagandistico d'epoca dell'Istituto Luce ci mostra il 31º Guastatori in azione, con effetto assai realistico: il Maggiore Caccia Dominioni sembra prestarsi volentieri alle riprese e lo si può osservare dare istruzioni ai suoi uomini con in testa il suo amatissimo cappello alpino.
La sua esperienza militare viene citata dallo scrittore Antonio Scurati nel libro M. L'ora del destino (2024).

## Opere letterarie
- La fine del Carso, Alessandria d'Egitto, Tipografia A. Procaccia, 1928.
- 1915-1919 Diario di guerra Mursia, Milano, ISBN 978-88-425-3964-3
- Basta con questa guerra, Cairo d'Egitto, Stamperia Lencioni, 1931.
- Amhara. Chroniques de la Patrouille Astrale, Paris, Plon, 1937.
- Resurrezione e ardore di un cantiere in terra lontana. Ankara d'Anatolia, estate 1938-XVI, Milano, Rizzoli, 1938.
- Aulìa. Cronaca di cento giorni in missione segreta sul Nilo Bianco, sul Nilo Azzurro e in Mar Rosso 12 luglio-20 ottobre 1935 - Diario e lettere di Luca Doria capitano nella Seconda Divisione Indigeni d'Eritrea, 1942.
- Registro di Bordo, 1944.
- Takfir. Cronaca dell'ultima battaglia di El Alamein, tratta dal diario storico di un battaglione, Milano, Alfieri, 1948; Milano, Longanesi, 1967; Milano, Mursia, 1994. ISBN 88-425-0425-4. ed Edizioni Mursia ISBN 978-88-425-3751-9.
- Casa del perduto amore, Il Cairo, H. Urwand & fils, 1951; San Floriano del Collio, Formentini, 1985.
- I ragazzi della Folgore, di Alberto Bechi Luserna come Eques, a cura di Dominioni, Milano, Alfieri, 1956; Milano, Longanesi, 1970; Milano, Libreria Militare, 2007. ISBN 88-89660-02-3.
- Il Fantasma Onorario 1957; 1971.
- Paolo Caccia Dominioni, Alamein 1933-1962, Milano, Longanesi (prima edizione), Longanesi, 1962; 1963; 1966; Milano, Mursia, 1992, ISBN 8842536288.
- 1915-1919. Cronaca inedita della prima guerra mondiale da documenti vari e dal diario del tenente Sillavengo, Milano, Longanesi, 1965.
- Ascari K7, Milano, Longanesi, 1966; Milano, Mursia, 1995. ISBN 978-88-425-3828-8.
- Le trecento ore a nord di Qattara. 23 ottobre-6 novembre 1942. Antologia di una battaglia, a cura di, Milano, Longanesi, 1972; Milano, Libreria Militare, 2013. ISBN 978-88-89660-15-7.
- Alpino alla macchia. Cronache di latitanza, 1943-1945, Milano, Cavallotti, 1977; Milano, Libreria Militare, 2010. ISBN 88-89660-11-2.
- La frana del San Matteo. Saga in Mar Rosso, 1889-1890, Milano, Cavallotti, 1982.
- Amhara. Cronache della pattuglia astrale. Omaggio a Paolo Caccia Dominioni, Milano, Libreria Militare, 2006. ISBN 88-89660-01-5.
- Il ponte fantasma - Isonzo, maggio 1917, a cura di Ambrogio Viviani, ed. Zeisciu, Magenta, 2018.

## Opere illustrate
- Britannia in armi. Cronache di pace e di guerra (1938-1940), di Alberto Bechi Luserna con 80 fregi e disegni di Paolo Caccia Dominioni, Milano, Alfieri, 1941.
- Noi e loro. Cronache di un soldato vagabondo, di Alberto Bechi Luserna con 20 tavole fuori testo da disegni di Paolo Caccia Dominioni, Milano, Alfieri, 1941.
- P.C.D. 1915-1986: disegni di Paolo Caccia Dominioni, a cura di Anna Caccia Dominioni e Marzio Brusini - Milano, 2003.

## Nella cultura popolare
Paolo Caccia Dominioni ha ispirato con i suoi disegni e i suoi libri Hugo Pratt.